# Akitoshi Kawazu
Akitoshi Kawazu (河津 秋敏, Kawazu Akitoshi), né le 5 novembre 1962, est un producteur de jeux vidéo. Diplômé de l'université de technologie de Tokyo, il a rejoint la société Square dès 1987 comme designer, et est maintenant producteur exécutif chez Square Enix.

## Liste de jeux
- Final Fantasy : Designer
- Final Fantasy II : Designer
- Final Fantasy Legend : Réalisateur et scénariste
- Final Fantasy Legend II : Réalisateur et scénariste
- Romancing SaGa : Réalisateur, scénariste, designer système et combats
- Romancing SaGa 2 : Réalisateur, scenario, designer
- Romancing SaGa 3 : Réalisateur
- SaGa Frontier : Producteur et réalisateur
- SaGa Frontier 2 : Producteur
- Racing Lagoon : Producteur
- Legend of Mana : Producteur
- Hataraku Chocobo : Producteur
- Wild Card : Designer
- Unlimited Saga : Producteur et réalisateur
- Final Fantasy Crystal Chronicles : Producteur
- Romancing SaGa: Minstrel Song : Producteur et réalisateur
- Code Age Commanders : Producteur exécutif
- Final Fantasy XII : Producteur exécutif
- The Last Remnant : Producteur exécutif